# فیلیپس ۶۶

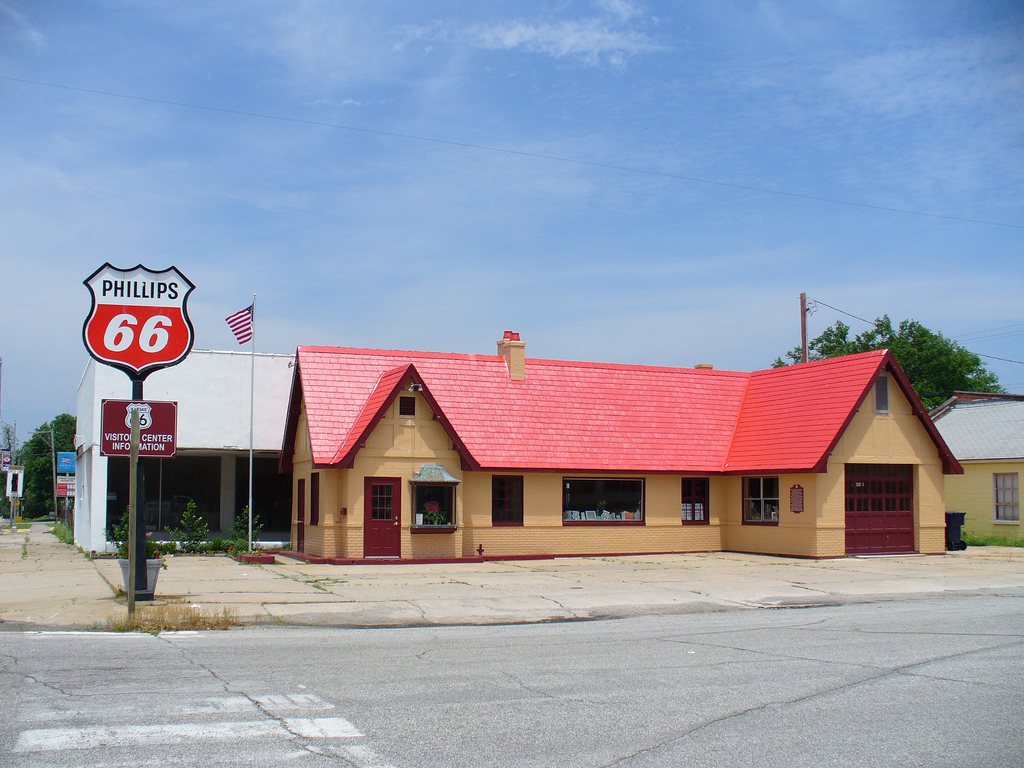
جایگاه پمپ بنزین فیلیپس ۶۶ در بکستر، کانزاس

فیلیپس ۶۶ (به انگلیسی: Phillips 66) شرکت نفتی آمریکایی است، که از شرکت‌های زیرمجموعه کونوکو فیلیپس محسوب می‌شود.
تمرکز اصلی این شرکت در زمینه تولید مواد شیمیایی، صنایع پتروشیمی، تولید و توزیع ال‌ان‌جی معطوف می‌باشد. سال ۲۰۱۱ شرکت کونوکو فیلیپس کلیه دارایی‌های بخش پایین‌دستی خود را به شرکت فیلیپس ۶۶ واگذار کرد.
در حال حاضر مدیریت حوزه پایین‌دستی کونوکو فیلیپس برعهده این شرکت می‌باشد. دفتر مرکزی شرکت فیلیپس ۶۶ در شهر بارتلسویل، اکلاهما قرار دارد. این شرکت در تاریخ ۱ مه ۲۰۱۲ معاملات خود را در بازار بورس نیویورک آغاز نمود.

## تاریخچه
فیلیپس ۶۶ یکی از شرکت‌های تابعه شرکت نفت فیلیپس بود، که پس از ادغام این شرکت با شرکت تایدواتر، در سال ۱۹۱۷ در بارتسفیلد، اکلاهما تأسیس شد. فیلیپس ۶۶ فعایت‌های حوزه پایین‌دستی شرکت نفت فیلیپس را با تمرکز بر تولید مواد شیمیایی و صنایع پتروشیمی برعهده داشت.
در سال ۲۰۰۱ در پی ادغام شرکت نفت فیلیپس و شرکت کونوکو، که به تأسیس گروه کونوکو فیلیپس انجامید، شرکت فیلیپس ۶۶ به عنوان زیرمجموعه کونوکو فیلیپس فعالیت خود را از سر گرفت.
درحال‌حاضر "گریگ گارلند" به‌عنوان مدیرعامل و رییس هیئت مدیره این شرکت فعالیت می‌کند. تعداد کارکنان فیلیپس ۶۶ در حدود ۱۴ هزار نفر است، که در سراسر جهان فعالیت می‌نمایند.

## توسعه

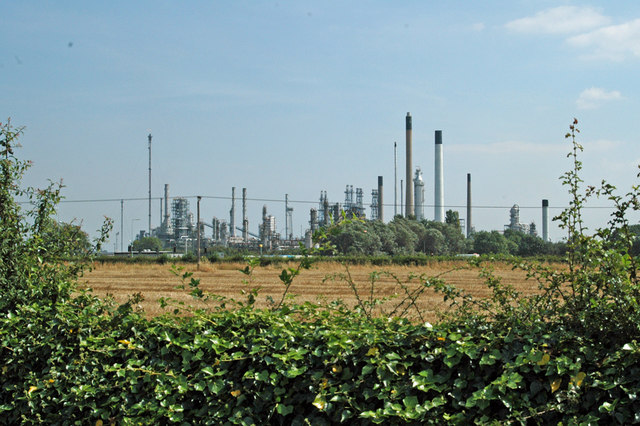
پالایشگاه هامبر، متعلق به فیلیپس ۶۶

در تاریخ ۱۴ ژوئیه ۲۰۱۱ کونوکو فیلیپس اعلام کرد، که برای به حداکثر رساندن ارزش سهام خود، قصد دارد بخش بالادستی این شرکت را از بخش پایین‌دستی تفکیک کرده و هر بخش را به‌طور مستقل به صورت یک شرکت سهامی عام اداره نماید.
در ۱ مه ۲۰۱۲ تمامی دارایی‌های بخش میان‌دستی، بخش پایین‌دستی، بخش بازاریابی، بخش عملیات شیمیایی و صنایع پتروشیمی به شرکت فیلیپس ۶۶ واگذار شد و دفتر مرکزی آن در هیوستون، تگزاس مستقر گردید.
شرکت کونوکو فیلیپس نیز فعالیت‌های خود در بخش بالادستی را ادامه داد و تمرکز خود را در حوزه اکتشاف و تولید از سر گرفت.

## فعالیت‌ها

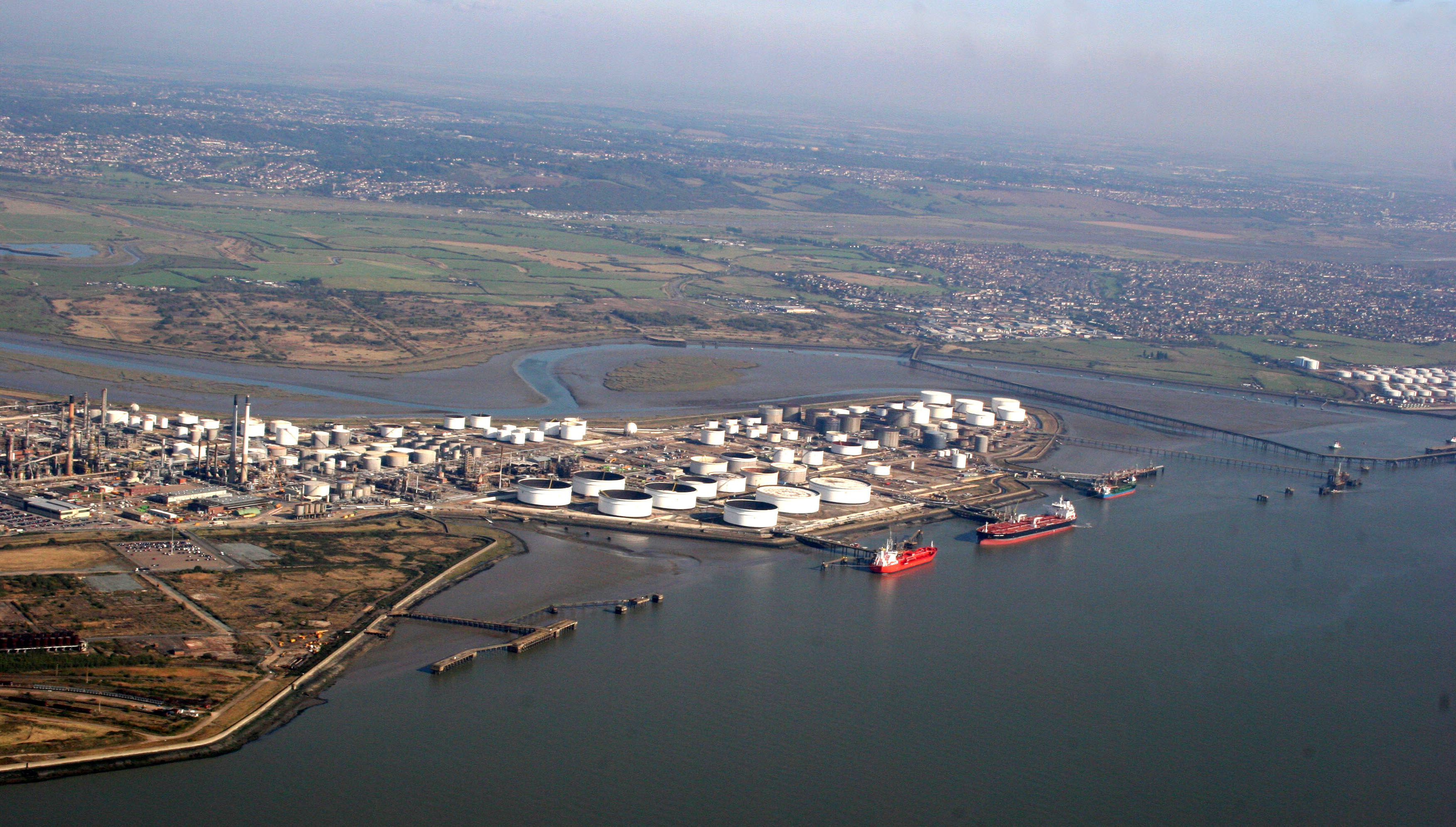
پالایشگاه وود ریور، متعلق به فیلیپس ۶۶ در رکسانا، ایلینوی

تمرکز اصلی شرکت فیلیپس ۶۶ در زمینه تولید طیف وسیعی از محصولات شیمیایی و صنایع پتروشیمی، همچنین تولید ال‌ان‌جی می‌باشد. این شرکت دارای ۱۵ پالایشگاه است، که در ۳ کشور ایالات متحده، آلمان و ایرلند مستقر می‌باشند.
بخش عمده فعالیت این شرکت در حوزه پالایش نفت است و در حال حاضر یکی از بزرگترین پالایشگرهای جهان محسوب می‌شود. این شرکت همچنین دارای تعداد زیادی جایگاه پمپ بنزین و جایگاه عرضه گازوئیل در ایالات متحده می‌باشد.

### جایگاه‌های پمپ بنزین

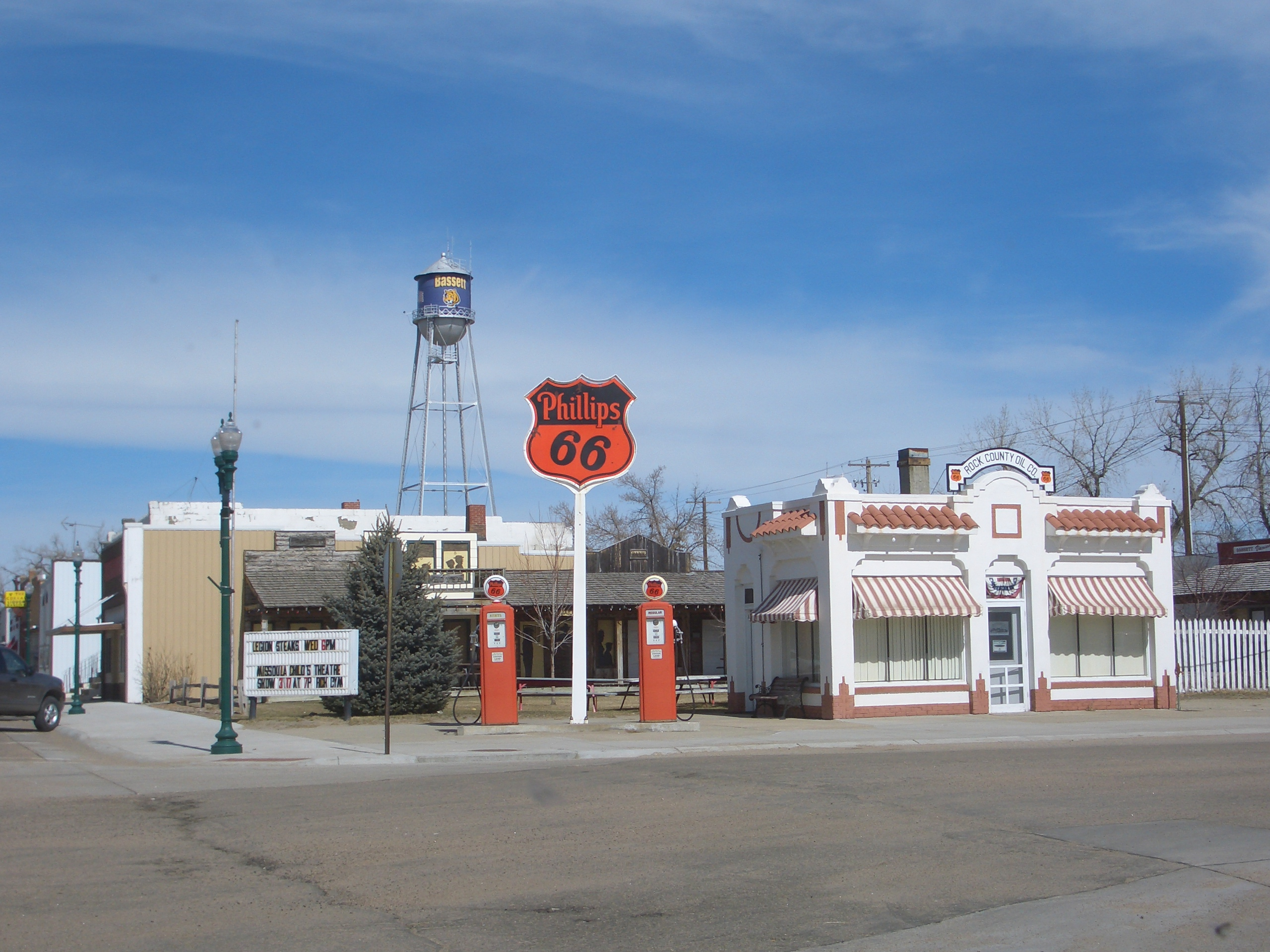
جایگاه پمپ بنزین فیلیپس ۶۶ در باست، نبراسکا

بخش دیگری از فعالیت‌های شرکت فیلیپس ۶۶ در زمینه مدیریت جایگاه‌های سوخت و پمپ بنزین‌های شرکت کونوکو فیلیپس است، که با برند فیلیپس ۶۶ فعالیت می‌کنند.
شرکت فیلیپس ۶۶ اولین جایگاه پمپ بنزین خود را در تاریخ ۱۹ نوامبر ۱۹۲۷ در شهر ویچیتا، کانزاس خریداری کرد.
اولین جایگاه پمپ بنزین ساخته شده توسط این شرکت نیز در سال ۱۹۲۹ در شهر مکلین، تگزاس راه‌اندازی شد.
در سال ۱۹۶۷ شرکت نفت فیلیپس با برند فیلیپس ۶۶ در تمامی ۵۰ ایالت آمریکا، بنزین و گازوئیل عرضه می‌کرد و از این لحاظ پس از تکزاکو، به‌عنوان دومین شرکت بزرگ نفتی جهان فعالیت می‌کرد.

### روغن موتور
شرکت نفت فیلیپس نخستین بار در سال ۱۹۵۴ سری اول روغن موتورهای خود را با نام تجاری "تروپ‌آرتیک" تولید و به بازار عرضه نمود. این شرکت برای اولین بار ایده تغییر ساختار در روغن موتورها، برای مکان‌هایی با شرایط آب و هوایی گوناگون را ارائه کرد.

### پالایشگاه‌ها
شرکت فیلیپس ۶۶ دارای ۱۵ پالایشگاه است، که در فهرست زیر نام هر پالایشگاه و ظرفیت پالایش هر کدام آمده است.
| کشور                | نام پالایشگاه          | مکان                  | ظرفیت پالایش |
| ------------------- | ---------------------- | --------------------- | ------------ |
| ایالات متحده آمریکا | پالایشگاه وود ریور     | رکسانا، ایلینوی       | ۳۰۷          |
| ایالات متحده آمریکا | پالایشگاه آلیانس       | بله چیس، لوئیزیانا    | ۲۴۷          |
| ایالات متحده آمریکا | پالایشگاه سوینی        | اولد اوشن، تگزاس      | ۲۴۷          |
| ایالات متحده آمریکا | پالایشگاه بی وی        | لیندن، نیوجرسی        | ۲۳۸          |
| ایالات متحده آمریکا | پالایشگاه لیک چارلز    | وستلیک، لوئیزیانا     | ۲۳۹          |
| بریتانیا            | پالایشگاه هامبر        | لینکنشایر، بریتانیا   | ۲۲۱          |
| ایالات متحده آمریکا | پالایشگاه پونکا سیتی   | پونکا سیتی، اکلاهما   | ۱۸۷          |
| ایالات متحده آمریکا | پالایشگاه بورگر        | بورگر، تگزاس          | ۱۴۶          |
| ایالات متحده آمریکا | پالایشگاه لس آنجلس     | کارسون، کالیفرنیا     | ۱۳۹          |
| ایالات متحده آمریکا | پالایشگاه سانفرانسیسکو | آریو گراند، کالیفرنیا | ۱۲۰          |
| ایالات متحده آمریکا | پالایشگاه فرندیل       | فرندال، واشینگتن      | ۱۰۵          |
| جمهوری ایرلند       | پالایشگاه وایت گیت     | کورک، ایرلند          | ۷۱           |
| ایالات متحده آمریکا | پالایشگاه بیلینگز      | بیلینگز، مونتانا      | ۵۸           |
| مالزی               | پالایشگاه ملاکا        | ملاکا، مالزی          | ۵۸           |
| آلمان               | پالایشگاه میرو         | کارلسروهه، آلمان      | ۵۶           |